# Malintzin Patera
Malintzin Patera is een caldeira op de planeet Venus. Malintzin Patera werd in 1991 genoemd naar de Azteekse gids en tolk Malintzin (ca.1502-1529).
De caldeira heeft een diameter van 60 kilometer en bevindt zich in het quadrangle Meskhent Tessera (V-3).